# Malevolent Creation
I Malevolent Creation sono un gruppo musicale death metal statunitense, formatosi a Buffalo, New York nel 1987.

## Storia
Spostatisi in Florida nel 1988, divennero presto un'importante parte dell'emergente scena locale, firmando un contratto con la Roadrunner Records.  Dal 1991, anno del loro primo disco The Ten Commandments, sono sempre stati considerati fra i leader di questo genere musicale.
Il 7 luglio 2018, lo storico cantante del gruppo, Bret Hoffman, è morto all'età di 51 anni a causa di un cancro al colon.

## Discografia

### Album in studio
- 1991 - The Ten Commandments (Roadrunner Records)
- 1992 - Retribution (Roadrunner Records)
- 1993 - Stillborn (Roadrunner Records)
- 1995 - Eternal (Pavement Music)
- 1997 - In Cold Blood (Pavement Music)
- 1998 - The Fine Art of Murder (Pavement Music)
- 2000 - Envenomed (Arctic Music)
- 2002 - The Will to Kill (Nuclear Blast)
- 2004 - Warkult (Nuclear Blast)
- 2007 - Doomsday X (Nuclear Blast)
- 2010 - Invidious Dominion (Nuclear Blast/Massacre Records)
- 2015 - Dead Man's Path (Century Media)
- 2019-  The 13th Beast  (Century Media)

### Live
- 2004 - Conquering South America (Art Music Groups)
- 2008 - Live At The Whisky A Go Go (Massacre Records)

### Compilation
- 1996 - Joe Black (Pavement Music)
- 2000 - Manifestation (Pavement Music)

## Formazione

### Formazione attuale
- Phil Fasciana - chitarra
- Josh Gibbs - basso
- Phil Cancilla - batteria
- Lee Wollenschlaeger - voce, chitarra

### Ex componenti
- Jon Rubin – chitarra
- Dave Culross – batteria
- Jason Blachowicz – basso
- Brett Hoffman – voce (deceduto nel 2018)
- Gordy Simms – basso, voce
- Justin DiPinto – batteria
- Kyle Simons – voce
- Jeff Juszkiewicz – chitarra
- Álex Márquez – batteria
- Rob Barrett – chitarra
- Mark Simpson – batteria
- John Paul Soars – chitarra
- Derek Roddy – batteria
- Gus Rios – batteria